# Johny Mera Naam
Johny Mera Naam (übersetzt: Johny ist mein Name) ist ein Hindi-Film von Vijay Anand aus dem Jahr 1970.

## Handlung
Der Polizist Kumar wird vor den Augen seiner beiden Söhne Mohan und Sohan erstochen. Mohan verfolgt den Gauner und sticht ihn aus Rache ab, dabei landet er bei dem Gauner Ranjit, der ihn bei sich aufnimmt. Jahre später wird aus Mohan der Kriminelle Moti, der für Ranjit alias Rai Saab Bhupendra Singh mit Diamanten und Drogen handelt.
Dies ist der Polizei ein Dorn im Auge und der Hauptkommissar Mehta heuert dafür seinen besten Mann an: Jugal Kishore – der erwachsene Sohan. Unter dem Namen Johny freundet er sich im Gefängnis mit Motis Gaunerkollegen Heera an, um als versteckter Agent für Moti zu arbeiten, wie auch Motis Assistentin Rekha. Doch auch Rekha hat ein Geheimnis, denn ihr Vater, der echte Rai Saab Bhupendra Singh, wird von Ranjit gefangen gehalten, da er Besitzer zweier wertvoller, diamantenbesetzter Kronen ist.
Moti bekommt den Hinweis, dass Johny für die Polizei arbeitet. Es kommt zu einem Kampf, der an die Boxkämpfe ihrer Kindheit erinnert. So identifizieren sich die beiden als Brüder und fortan arbeitet Moti ebenfalls für die Polizei.
Schließlich nehmen sie den Gauner Ranjit und seine Komplizen fest und befreien Rekhas Vater. Die einst auseinandergerissene Familie vereint sich wieder und wird durch Sohan und Rekhas Hochzeit noch bereichert.

## Musik
| Songtitel              | Sänger/in                  |
| ---------------------- | -------------------------- |
| Babul Pyare            | Lata Mangeshkar            |
| Husn Ke Lakhon Rang    | Asha Bhosle                |
| Mose Mora Shyam Rootha | Lata Mangeshkar            |
| Nafrat Karne Walon Ke  | Kishore Kumar              |
| O Mere Raja            | Asha Bhosle, Kishore Kumar |
| Pal Bhar Ke Liye       | Kishore Kumar, Usha Khanna |

Die Liedtexte zur Musik von Kalyanji-Anandji schrieben Rajendra Krishan und Indivar. Das Lied Pal Bhar Ke Liye ist auch in der Zeichentrickserie Die Simpsons in der Folge Kiss Kiss Bang Bangalore zu hören.

## Auszeichnungen
Filmfare Award 1971
- Filmfare Award/Bester Komiker an I. S. Johar